# Мозес Оджер
Мозес Оджер (англ. Moses Odjer, нар. 17 серпня 1996, Тема) — ганський футболіст, півзахисник італійського клубу «Асколі». Відомий за виступами в низці італійських клубів, та молодіжну збірну Гани.

## Клубна кар'єра
Мозес Оджер народився 1996 року в місті Тема, та є вихованцем юнацької команди місцевого футбольного клубу «Тема Юз». У 2012 році футболіст розпочав грати в основній команді клубу «Тема Юз», в якій грав до 2014 року, взявши участь у 14 матчах чемпіонату. Протягом 2014—2015 років Оджер грав у складі італійського клубу «Катанія».
У 2015 році Мозес Оджер став гравцем іншого італійського клубу «Салернітана», в якій грав до 2020 року, та став у складі команди з Салерно гравцем основного складу команди. У 2020 році ганський футболіст перейшов до іншого італійського клубу «Трапані», з якого ще в цьому ж році перейшов до італійського клубу з Сицилії «Палермо». У 2022—2024 роках Оджер грав у складі італійського клубу «Фоджа», а у 2024—2025 роках у складі італійської команди «П'янезе». З 2025 року ганський півзахисник грає у складі італійської команди «Асколі».

## Виступи за збірну
У 2013 році Мозес Оджер грав у складі молодіжної збірної Гани. У складі молодіжної збірної футболіст брав участь у молодіжному чемпіонаті світу 2013 року. Загалом у молодіжній збірній протягом року зіграв 10 матчів, у яких забив 2 голи.